# Bradysia excelsa
Bradysia excelsa är en tvåvingeart som beskrevs av Menzel och Werner Mohrig 1998. Bradysia excelsa ingår i släktet Bradysia och familjen sorgmyggor. Arten är reproducerande i Sverige. Inga underarter finns listade i Catalogue of Life.